# Elizaveta Lugovskich
Elizaveta Aleksandrovna Lugovskich (in russo Елизавета Александровна Луговских?; Voronež, 26 maggio 2000) è una ginnasta russa.

## Carriera

### Senior
Nel 2017 arriva diciassettesima ai Nazionali Russi. Arriva seconda all'Irina Deleanu Cup, vincendo quindi una medaglia d'argento. Al Torneo Città di Pesaro vince l'oro nell'all-around, al nastro e alla palla. Alla sua prima Coppa del mondo, quella di Portimao, vince l'argento all-around dietro a Julija Bravikova, sua connazionale, e vince un oro alle clavette, un argento alla palla, un bronzo al cerchio e una medaglia di legno al nastro. Al Torneo Internazionale di Holon arriva quinta.
Nel 2018 viene nominata International Masters of Sports. Ai Nazionali Russi arriva ventiquattresima.
Nel 2019 prende parte ai Nazionali Russi, non centrando nessuna finale.

## Palmarès

### Coppa del mondo
| Anno | Città    | Risultato | Specialità |
| ---- | -------- | --------- | ---------- |
| 2017 | Portimão | Argento   | All-Around |
| 2017 | Portimão | Bronzo    | Cerchio    |
| 2017 | Portimão | Argento   | Palla      |
| 2017 | Portimão | Oro       | Clavette   |